# Zdeněk Šebek
Zdeněk Šebek (* 14. listopadu 1959, Ústí nad Orlicí) je český paralympijský lukostřelec.

## Život
Zdeněk Šebek se narodil 14. listopadu 1959 v Ústí nad Orlicí. V mládí byl nadaný cyklista, ale v 21 letech měl nehodu na motorce a v důsledku posunutí obratlů se mu přerušila mícha a on ochrnul na spodní část těla. Když se vrátil z nemocnice, začal posilovat ruce a postupně se začal věnovat paralympijským disciplínám. Poprvé soutěžil na Letních paralympijských hrách 1992 v Barceloně, kde závodil v hodu diskem a oštěpem. Ve stejných disciplínách se zúčastnil také Letních paralympijských her 1996 v Atlantě. Poté přešel z atletických disciplín na lukostřelbu s kladkovým lukem. Na Letních paralympijských hrách 2000 v Sydney soutěžil v kategorii W1 a hned získal zlatou medaili. O 4 roky později na Letních paralympijských hrách 2004 v Athénách prohrál v boji o bronzovou medaili s Američanem Jeffem Fabrym. Účastnil se také Letních paralympijských hrách 2008 v Pekingu.
Získal 4 tituly mistra světa a dva tituly mistra Evropy v lukostřelbě.